# Крапка (гурт)
Кра́пка — український музичний гурт, який працює у стилі етно-хоп, створений у Запоріжжі на початку 2009 року.

## Про гурт
Стиль гурту етно-хоп (українізований варіант world music з домінантною частиною українського фолку) поєднує в собі акустичний рок, регі, афроритм, фолк та хіп-хоп.
Гурт «Крапка» із Запоріжжя на сьогодні є цікавим та непередбачуваним колективом, адже у своїй музиці стилю етно-хоп хлопці поєднують непоєднуване. Акустичний рок філігранно переплітається з потужними зубодробильними афроритмами, тендітно доповнюючись кремезним фолком, органічно зливаючись в одне з депресивним блюзом та вогняно-веселим хіп-хопом.
Унікальністю гурту є живі виступи, адже за один концерт тріо грає більш ніж на сорока музичних інструментах, серед яких є зникаючі в Україні (коза-дуда]], глиняні джоломиги), нові для України (австралійські діджеріду, в'єтнамська гуїро та африканська бансуріта) та традиційні (сопілки, жалійки). Кожен виступ колективу — це своєрідна лекція-розповідь про музичне багатство та надбання.

## Участь у фестивалях
2009:
Еко-Січ 2009 (Запоріжжя)
Молода Галичина 2009 (Новояворівськ)
День Незалежності з Махном 2009 (Гуляйполе)
2010:
Купала 2010 (о. Хортиця, Запоріжжя)
Підкамінь 2010 (Підкамінь, Львівська обл.): Золотий млин 2010, в рамках Сорочинського ярмарку (Великі Сорочинці) — номінація «за оригінальність»: Всеукраїнський фестиваль гончарів 2010 (о. Хортиця): Наш Фест 2010 (Звенигород)
2011:
Червона Рута 2011 (Переможці регіонального відбіркового туру фестивалю в жанрі «акустична музика»)
Rock&Ball 2011 (Полтава): XX Фестиваль Української культури (Кошалін, Польща)
Тарас Бульба 2011 (Дубно) — дипломанти фестивалю
Jazz Koktebel 2011 (Коктебель): GBOB 2011 — (4 місце 4-го київського відбору): Червона Рута 2011 — Друга премія в номінації «Акустична музика».
2012:
Дні Української культури 2012 (Щецин, Польща): Rock&Ball 2012 (Полтава): Підкамінь 2012
Фолк-Різдво (Дніпропетровськ)
2013: благодійний фестиваль Гармонія сердець (Запоріжжя): фестиваль Трійці (Запоріжжя)
Арт-Поле (Уніж): Тарас Бульба (Дубно): Rock&Ball (Полтава)
Млиноманія (Вінниця)

## Склад гурту
- Тарас Василенко — акустична гітара, вокал, губна гармоніка.
- Тарас Білка — сопілки, дримба, речитатив, окарини, жалійки, діджеріду, бансурі, коза-дуда, мелодіка.
- Дмитро Дегтяр (з 2012 року) — електрогітара, клавішні.
- Олександр Баєв (з 2012 року) — саксофон, флейта.
- Олександр Притков (з 2013 року) — перкусія.

## Колишні учасники
- Дмитро Чугаєвський — дарбука, джембе, кахон, маракаси, перкусія (2009—2013).

## Дискографія
- Живий (2011)
- окремок «Земля» (2011)
- пісня «Святий Патрік» потрапила до збірки Fusion Compilation 7
- Хрестики й нулі (2012)
- ЕР ДЖАхнемо (2013)
- НаРоду (2014)